# Halcones de Querétaro
El Halcones de Quéretaro Fútbol Club es un equipo de fútbol mexicano que en su primera etapa jugó en la Primera División A y la Segunda División de México. En 2021 el equipo fue recuperado para jugar en la máxima categoría de la Liga de Balompié Mexicano. Actualmente milita en la Segunda División de Balompié Mexicano.

## Historia
El equipo fue fundado por primera ocasión en 1997 siendo un equipo filial del Club América el cual jugaba en la Primera División 'A', posteriormente, en el año 2000 descendería a Segunda División, aunque se mantuvo en el circuito de plata tras adquirir la franquicia perteneciente a Jaguares de Colima, sin embargo, en 2002 volvería a perder la categoría para posteriormente desaparecer.
En 2021, la directiva del club Limsoccer FC, el cual había tratado de participar en las ligas de Tercera División y USPL MX inició trámites para afiliarse a la Liga de Balompié Mexicano con ese nombre. En julio de 2021 se hizo oficial el ingreso el club en esta liga con su nombre original, En el mes de agosto el equipo fue renombrado como Halcones de Querétaro, retomando el nombre de un equipo histórico del fútbol queretano, además de anunciar su traslado al municipio de Cadereyta de Montes.
El logotipo del club fue encargado al diseñador Jonathan Israel Carbajal García que ya antes había trabajado con la mascota del Atlético Capitalino, equipo de la misma Liga de Balompié Mexicano.

## Indumentaria
- Uniforme local: Camiseta roja con una franja vertical amarilla, pantalón rojo y medias rojas.
- Uniforme visitante: Camiseta amarilla con detalles en rojo, pantalón y medias amarillas.

### Uniformes anteriores
- 2020-2022

| Primer Uniforme | Segundo Uniforme |

- 1997-2002

| Primer Uniforme |

## Jugadores
- Óscar Adrián Rojas
- José Antonio Castro González

## Palmarés
Nota: en negrita competiciones vigentes en la actualidad.
| Competición nacional                        | Títulos | Subcampeonatos |
| ------------------------------------------- | ------- | -------------- |
| Liga de Balompié Mexicano (0/1)             |         | 2022           |
| Copa de Balompié Mexicano (1/1)             | 2022    | INV-22         |
| Campeón de Campeones (0/1)                  |         | 2022           |
| Segunda División de Balompié Mexicano (1/1) | 2022    | 2023           |